# Miechcin
Miechcin – wieś w Polsce położona w województwie wielkopolskim, w powiecie gostyńskim, w gminie Poniec.

## Historia
Miejscowość pierwotnie związana była z Wielkopolską. Ma metrykę średniowieczną i istnieje co najmniej od początku XIV wieku. Wymieniona w dokumencie zapisanym po łacinie z 1310 (kopia z 1608) Mechcino, 1405 Mechczino, 1410 (kopia 1555) Meczczyno, Maczyno, 1424 Machczyno, 1426 Myechczino, 1450 Myechczyno, 1564 Miechczino.
Według pierwszego zachowanego zapisu w 1310 książę śląski i wielkopolski, pan Głogowa i Poznania dziedzic Królestwa Polskiego Henryk III głogowski ustanowił dystrykt w Poniecu, a w jego granicach odnotowano m.in. wieś Miechcin. W 1405 miejscowość należała do parafii Poniec. W 1467 miejscowość leżała w powiecie kościańskim Korony Królestwa Polskiego.
Miejscowość była wsią szlachecką i należała do lokalnej szlachty wielkopolskiej – Kotwiczów, Radomickich, Ponieckich i Pampowskich. W 1450 sąd orzekł, że wieś Miechcin, inwentarz wartości 300 grzywien, a także 600 grzywien przypadło prawnie Janowi Radomickiemu. W 1467 Ścibor z Ponieca kupił miejscowość od Jana Radomickiego za 400 grzywien. Tego samego roku sprzedał z zastrzeżeniem prawa wykupu Janowi Mirzewskiemu 5 łanów osiadłych w Miechcinie za 60 grzywien. W 1472 syn Ścibora Marcin z Ponieca sprzedał z zastrzeżeniem prawa wykupu Szczepanowi Mirzewskiemu wieś Miechcin za 200 złotych węgierskich. Około 1473 Szczepan z Mirzewa zapisał swojej żonie Elżbiecie 100 złotych węgierskich, jakie miał zapisane na wsi Miechcin. W 1478 Marcin z Ponieca zapisał swojej żonie Barbarze Opalińskiej posag i wiano m.in. na połowie Miechcina. W 1498 sąd komisarski z powodu zaniedbania obowiązku udziału w pospolitym ruszeniu pozbawił Marcina oraz Urszulę, dzieci zmarłego Marcina Ponieckiego, prawa do dóbr ponieckich, w tym m.in. do wsi Miechcin, przysądzając je wojewodzie sieradzkiemu Ambrożemu Pampowskiemu. W 1514 Marcin Poniecki sprzedał synowi Ambrożego Janowi Pampowskiemu dobra ponieckie w tym m.in. Miechcin. W 1540 Poniec oraz Miechcin otrzymuje syn Jana Ambroży Pampowski w podziale spadku po zmarłym Janie.
Wieś odnotowały również historyczne spisy podatkowe. W 1530 miał miejsce pobór podatków od 4 łanów. W 1563 pobór od 4 i 3/4 łana, wiatraka dziedzicznego oraz 4 komorników. W 1564 wieś miała 4,5 łana. W 1581 pobór odbył się od 9 łanów, od zagrodnika wolnego, od jednego komornika pobrano 8 groszy, od 3 komorników po 2 grosze, a także pobrano opłaty od owczarza wypasającego 13 owiec.
W 1580 wieś jako Miechczino położona była w powiecie kościańskim województwa poznańskiego w Rzeczypospolitej Obojga Narodów.
Po rozbiorach Polski miejscowość wraz z całą Wielkopolską znalazła się w zaborze pruskim. W okresie Wielkiego Księstwa Poznańskiego (1815-1848) miejscowość należała do wsi większych w ówczesnym pruskim powiecie Kröben (krobskim) w rejencji poznańskiej. Miechcin należał do okręgu bojanowskiego tego powiatu i stanowił część majątku Widawy, którego właścicielką była wówczas Mycielska. Według spisu urzędowego z 1837 roku wieś liczyła 137 mieszkańców, którzy zamieszkiwali 22 dymy (domostwa).
W latach 1975–1998 miejscowość administracyjnie należała do województwa leszczyńskiego.